# Necrotted
Necrotted est un groupe allemand de death metal, originaire d'Abtsgmünd, en Bade-Wurtemberg.

## Histoire
Le groupe est formé début 2008 par Fabian Fink, alors bassiste, et Tobias Sturm, ancien guitariste. Michael Heim, Markus Braun et le frère cadet de Fabian, Philipp, complète peu à peu la première formation, avec laquelle ils commencent à jouer en live. En 2008 et 2009, le groupe enregistre plusieurs démos, qui n'ont cependant jamais été publiées et distribuées sous forme de CD. Ce n'est qu'en mars 2010 que le premier EP Kingdom of Hades est enregistré au Schwäbisch Hall avec le producteur Roger Grüninger. Le CD sort en avril de la même année, et reçoit des critiques majoritairement positives de la part de la communauté musicale,,,.
Au cours des mois suivants, le quintette donne des concerts en Allemagne et en Autriche, partageant la scène avec des groupes comme Vader, Krisiun, God Dethroned, Disbelief, Debauchery, Hackneyed, Benighted et bien d'autres. En 2011, le groupe décide de mettre en musique son premier album complet. Les enregistrements commencent à l'automne 2011 à Würzburg avec Nikita Kamprad du groupe Der Weg einer Freiheit, ancien guitariste de Fuck Your Shadow from Behind. Anchors Apart sort en juin 2012 sur le label Supreme Chaos Records, qui avait signé le groupe peu de temps auparavant. Pendant cette période, Necrotted donne également quelques grands concerts avec des groupes connus comme Heaven Shall Burn, The Sorrow, Neaera, Unearth, Obituary ou Psycroptic.
Début 2013, Michael Heim et Tobias Sturm quittent le groupe pour des raisons personnelles. Fabian Fink a alors repris le chant. Par ailleurs, Pavlos Chatzistavridis (chant), Johannes Wolf (guitare) et Koray Saglam (basse) rejoignent le groupe. C'est dans cette formation que le sextuor donne plusieurs concerts en 2013 avec Caliban ou We Butter the Bread with Butter. En décembre 2013, le groupe se rend au studio d'enregistrement de Würzburg pour enregistrer son deuxième LP, Utopia 2.0. Une fois de plus, Nikita Kamprad est engagé comme producteur. L'album sort le 10 octobre 2014 chez Supreme Chaos Records. Afin de promouvoir leurs nouvelles chansons, Necrotted joue en 2014 dans plusieurs festivals de renom et en première partie de grands noms internationaux comme Hatebreed, Napalm Death, Kataklysm ou The Dillinger Escape Plan. En 2015, le groupe accompagne ses amis de Hackneyed, avec lesquels il partage deux membres, lors d'une tournée de sortie de CD, et joue pour la première fois au Summer Breeze Open Air à Dinkelsbühl.
Après l'annulation de la plupart des concerts prévus pour 2020 en raison de la pandémie de Covid-19, Necrotted décide de se concentrer sur la préparation d'un nouvel album. En mai 2020, le groupe se rend aux studios The Engine Recording à Munich pour enregistrer dix nouveaux titres avec Aaron Rusch. De plus, Necrotted se sépare de Rising Nemesis Records et signe avec le jeune et ambitieux label Reaper Entertainment. Le nouvel album Operation : Mental Castration sort en mars 2021 et enthousiasme la presse spécialisée et les fans,,.
Après l'apaisement de la pandémie de Covid-19 en été 2021, les premiers concerts en plein air sont joués. En avril 2022, Necrotted fait une tournée de 16 jours en Europe centrale pour promouvoir leur dernier album Operation : Mental Castration, en compagnie de Cytotoxin, Osiah et Bonecarver. Durant l'été 2022, ils participent de nouveau à de nombreux festivals de renom. En septembre 2023, le groupe sort son cinquième album studio Imperium via Reaper Entertainment. 

## Discographie
- 2010 : Kingdom of Hades (EP)
- 2012 : Anchors Apart
- 2014 : Utopia 2.0
- 2017 : Worldwide Warfare
- 2019 : Die for Something Worthwhile (EP)
- 2021 : Operation: Mental Castration